# OpenUI5
OpenUI5 — открытый JavaScript фреймворк от SAP, опубликованный под лицензией Apache 2.0 License.
Ядро OpenUI5's основано на JavaScript, jQuery, и LESS. Библиотека предоставляет шаблоны MVC.
Исходный код библиотеки был открыт в декабре 2013 года. К тому времени SAP уже несколько лет использовал фреймворк. В октябре 2014-го появилась возможность вносить свой вклад в код через GitHub.
В отличие от Dhtmlx, Kendo UI или Webix, все компоненты OpenUI5 полностью бесплатны, наподобие фреймворков Dōjō и Ext JS.
Основные свойства:
- 180 компонентов
- WYSIWYG-дизайнер (код еще не открыт)
- Поддержка MVC
- View может быть объявлен как XML, HTML, JavaScript или JSON
- Модели данных (OData, JSON или XML)
- I18n